# Proença-a-Velha
Proença-a-Velha es una freguesia portuguesa del concelho de Idanha-a-Nova, con 57,75 km² de superficie y  habitantes (2001). Su densidad de población es de 4,9 hab/km².

## Galería

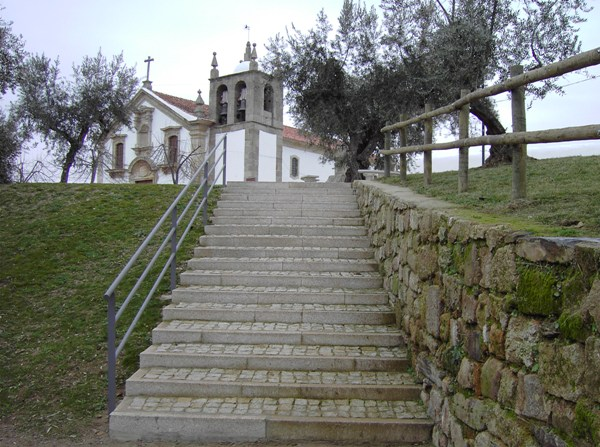
Iglesia Matriz de Proença-a-Velha